# 이비차 라찬
이비차 라찬(크로아티아어: Ivica Račan, 1944년 2월 24일 ~ 2007년 4월 29일)은 크로아티아의 정치인으로 2000년부터 2003년까지 총리를 지냈으며, 두 차례 중도좌파 정권을 이끌었다.
그는 2000년 총선에서 사회민주당(SDP, 이하 사민당)의 승리를 이끌었으며, 이로서 독립 이후 민주연합(HDZ) 출신이 아닌 첫 총리가 되었다. 1990년부터 2007년까지 사민당의 초대 대표직을 지냈으며, 전신인 크로아티아 공산주의동맹(SKH)의 대표를 지내기도 했다.
총리 이전에는 두 차례 야권 지도자를 지냈는데, 첫 번째는 1990년 5월 다당제 치하의 첫 총선 이후 1991년 7월 프라뇨 그레구리크가 국민통합정부를 구성할 때까지, 두 번째는 2003년 총선 이후 이보 사나데르가 취임한 이후 2007년 4월 29일 사망할 때까지였다.